# Liste der Wappen im Landkreis Neustadt an der Aisch-Bad Windsheim
Die Liste der Wappen im Landkreis Neustadt an der Aisch-Bad Windsheim zeigt die Wappen der Gemeinden im bayerischen Landkreis Neustadt an der Aisch-Bad Windsheim.

## Landkreis Neustadt an der Aisch-Bad Windsheim

Landkreis Neustadt an der Aisch-Bad Windsheim Über einem siebenmal von Silber und Blau gespaltenen Schildfuß gespalten; vorne in Gold ein von Silber und Schwarz gevierter, rot bezungter Brackenkopf, hinten in Silber ein halber, rot bewehrter schwarzer Adler am Spalt.
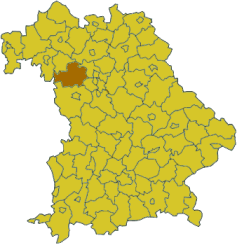
Lage des Landkreises Neustadt an der Aisch-Bad Windsheim in Bayern
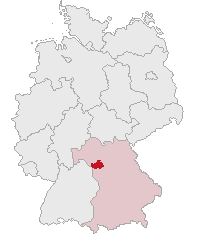
Lage des Landkreises Neustadt an der Aisch-Bad Windsheim in Deutschland
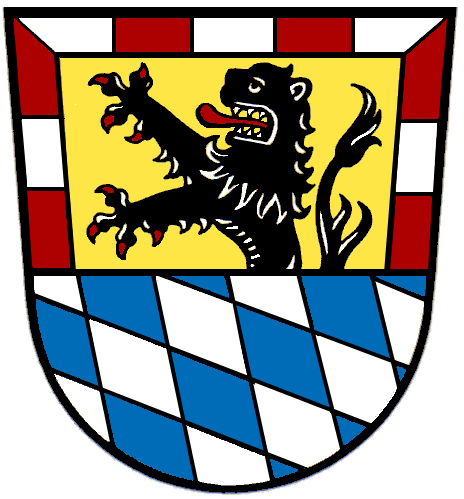
Landkreis Neustadt an der Aisch (–1972) Geteilt; oben in Gold, beiderseits und oben mit einem von Silber und Rot gestückten Schildbord, ein wachsender, rot bewehrter schwarzer Löwe; unten die bayerischen Rauten.
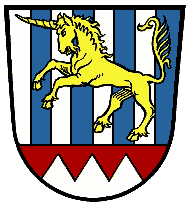
Landkreis Scheinfeld (–1972) Über rotem Schildfuß, darin drei silberne Spitzen, siebenmal gespalten von Silber und Blau, überdeckt mit einem aufspringenden goldenen Einhorn.
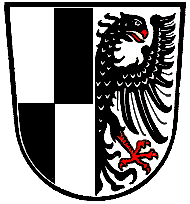
Landkreis Uffenheim (–1972) Gespalten; vorne geviert von Silber und Schwarz; hinten in Silber ein halber, rot bewehrter schwarzer Adler am Spalt.

## Wappen der Städte, Märkte und Gemeinden

Stadt Bad Windsheim In Silber ein golden bewehrter schwarzer Adler mit dem goldenen Großbuchstaben W auf der Brust.
Markt Baudenbach In Silber auf grünem Schildfuß ein roter Ziehbrunnen mit runden Säulen und Zeltdach; der Brunnentrog belegt mit einem von Silber und Schwarz gevierten Schildchen.
Stadt Burgbernheim Gespalten; vorne in Gold ein halber schwarzer Adler am Spalt; hinten geteilt von Rot und Gold; oben eine silberne Burg, unten ein links gewendeter schwarzer Bär.
Markt Burghaslach Auf grünem Boden in Blau nebeneinander eine silberne Burg und eine silberne Kirche mit roten Dächern.
Markt Dachsbach In Rot über silbernen Wellen ein schreitender, schwarz bewehrter silberner Dachs; darüber schwebend ein von Silber und Schwarz geviertes Schildchen.
Gemeinde Diespeck Gespalten; vorne in Silber ein halber golden bewehrter roter Adler mit goldenen Kleestängel am Spalt, hinten in Grün ein silberner Taufstein.
Gemeinde Dietersheim Geviert von Silber und Schwarz mit aufgelegtem roten Herzschild, darin ein silberner Widderrumpf mit goldenen Hörnern; in zwei und drei ein goldener Schrägbalken.
Markt Emskirchen Gespalten von Schwarz und Silber; vorne auf grünem Boden eine silberne Kirche mit romanischem Turm und roten Dächern, hinten ein linksgewendeter, von Silber und Schwarz gevierter, rot bezungter Brackenrumpf.
Gemeinde Ergersheim Geviert von Silber und Schwarz; in 1: ein durchgehendes schwarzes Tatzenkreuz, belegt mit einem silbernen Lilienkreuz mit goldenen Lilien, in 4: ein achtspitziges rotes Kreuz.
Gemeinde Gallmersgarten Gespalten durch eine gestürzte eingeschweifte rote Spitze, darin zwei voneinander abgekehrte silberne Streitäxte; vorne in Silber ein golden bewehrter roter Adlerkopf, hinten in Gold ein linksgewendeter rot bewehrter schwarzer Adlerkopf.
Gemeinde Gerhardshofen Geteilt von Rot und Silber; oben ein wachsender silberner Löwe, unten schräg gekreuzt ein schwarzer Schlüssel und ein gestürztes schwarzes Schwert.
Gemeinde Gollhofen Unter rotem Schildhaupt, darin vier gekürzte silberne Spitzen, in Blau ein aufrechter silberner Streitkolben, dem zwei schräg gekreuzte goldene Kornähren unterlegt sind.
Gemeinde Gutenstetten Geteilt von Schwarz und Silber mit einem roten Herzschild, darin ein silberner Kirchturm, oben fünf drei zu zwei gestellte silberne Tannen, unten drei blaue Wellenbalken.
Gemeinde Hagenbüchach Im Wellenschnitt geteilt von Silber und Grün, auf der Teilungslinie belegt mit einem von Silber und Schwarz gevierten Schild, darüber eine schwarze Schalenwaage, darunter zwei aus einem silbernen Stamm wachsende silberne Buchenzweige mit je fünf Blättern.
Gemeinde Hemmersheim Geteilt; oben in Silber ein durchgehendes schwarzes Tatzenkreuz, belegt mit einer goldenen heraldischen Lilie, unten gespalten, vorne in Rot drei gesenkte silberne Spitzen, hinten geviert von Silber und Schwarz.
Gemeinde Illesheim In Schwarz über einem fünfspeichigen silbernen Rad schräg gekreuzt ein gestürztes goldenes Messer und ein goldener Kreuzstab.
Markt Ippesheim In Rot zwei goldene Schrägbalken, belegt mit einem von Schwarz und Silber bordierten Herzschild, darin in Silber eine blaue Traube.
Markt Ipsheim Geviert von Silber und Rot; in 1 und 4: ein schräges grünes Weinblatt, in 2 und 3: zehn eins zu zwei zu drei zu vier gestellte silberne Ziegelsteine.
Gemeinde Langenfeld In Rot ein bewurzelter silberner Lindenbaum.
Markt Marktbergel Geviert; 1 und 4: in Silber eine blaue Traube mit beblättertem grünem Stiel; 2 und 3: geviert von Silber und Schwarz.
Markt Markt Bibart Gespalten von Blau und Silber; vorne eine schräg gestellte, quadratische, von Silber und Rot gevierte Fahne an goldener Lanzenstange, hinten ein aufgerichteter, rot gezungter schwarzer Biber mit blauem Schwanz.
Markt Markt Erlbach In Blau mit von Rot und Silber gestücktem Schildbord ein gelehnter, von Silber und Schwarz gevierter Schild, darauf ein silberner Kübelhelm; Helmzier ein goldener Brackenkopf mit roter Zunge und rotem Ohr, der unten zu einer goldenen Helmdecke ausgezogen ist.
Markt Markt Nordheim Gespalten; vorne fünfmal gespalten von Silber und Blau, hinten in Rot im linken Obereck ein Kopf mit flatternden goldenen Haaren, aus dessen blasendem Mund silberne Windstrahlen hervorgehen.
Markt Markt Taschendorf Geteilt; oben in Gold eine grüne Schalenwaage; unten schräg geteilt, oben Schwarz und unten geschacht von Silber und Rot.
Gemeinde Münchsteinach Gespalten von Silber und Gold; vorne am Spalt ein halber, gold bewehrter roter Adler mit goldenem Kleeblattbogen auf dem Flügel, hinten ein stehender schwarz gekleideter Benediktinermönch.
Markt Neuhof an der Zenn In Gold auf grünem Boden stehend ein schwarzer wilder Mann mit grünem Laubkranz und grünem Blätterschurz, der mit der Linken einen stehenden grünen Hopfenstock hält und die Rechte auf einen Schild unter einer schwebenden grünen Hopfenrebe legt; darin in Rot zwei schräg gekreuzte silberne Wolfseisen, beiderseits und unten bewinkelt von je einem sechsstrahligen goldenen Stern.
Stadt Neustadt an der Aisch In Grün ein gelehnter, von Silber und Schwarz gevierter Schild, darauf ein silberner Helm; Helmzier ein rot gezungter goldener Brackenkopf mit rotem Ohr, unten verlängert zu einer goldenen und roten Helmdecke.
Gemeinde Oberickelsheim Über einem von Silber und Schwarz gevierten Schildfuß, in Blau ein liegender, geflügelter, golden nimbierter silberner Löwe (Markuslöwe).
Markt Obernzenn Unter silbernem Schildhaupt, darin ein durchgehendes schwarzes Balkenkreuz, in Rot ein verschlungener silberner Lindenzweig, der beiderseits mit je vier silbernen Blättern besetzt ist.
Markt Oberscheinfeld In Blau die strahlende goldene Sonne, in der Mitte belegt mit einem goldenen Schildchen, darin ein mit einer silbernen Schrägleiste überdeckter, rot bewehrter schwarzer Löwe.
Stadt Scheinfeld Gespalten und vorne geteilt; oben in Gold ein wachsender, rot gezungter schwarzer Adler, unten siebenmal gespalten von Blau und Silber; hinten in Rot auf schwarzem Dreiberg ein silberner Zinnenturm.
Gemeinde Simmershofen Geviert von Silber und Schwarz, oben und unten belegt mit einem schreitenden, herschauenden, rot bewehrten und gezungten Löwen in verwechselten Farben.
Markt Sugenheim Unter rotem Schildhaupt in Silber ein schlingenförmig gebogener und außen mit je vier Blättern besetzter roter Lindenzweig
Gemeinde Trautskirchen Geteilt von Silber und Schwarz; oben ein schlingenförmig gebogener und außen mit je vier Blättern besetzter roter Lindenzweig, unten schräg gekreuzt zwei silberne Flammenschwerter.
Markt Uehlfeld Gespalten; vorne geviert von Silber und Schwarz, hinten in Gold zwei von Rot und Silber geschachte Balken.
Stadt Uffenheim Gespalten; vorne geviert von Silber und Schwarz, hinten in Schwarz ein rot bewehrter goldener Löwe.
Gemeinde Weigenheim Geviert; belegt mit einem siebenmal von Silber und Blau gespaltenen Herzschild; 1 und 4: in Rot zwei goldene Schrägbalken; 2: in Schwarz ein gestürztes goldenes Weinblatt; 3: in Schwarz ein gestürztes goldenes Eichenblatt.
Gemeinde Wilhelmsdorf Geviert von Silber und Schwarz, belegt mit einem goldenen Hugenottenkreuz mit rotem Herzschild, darin ein silberner Sparren, beseitet von drei zwei zu eins gestellten silbernen Kannen.

## Ehemalige Gemeinden mit eigenem Wappen

Gemeinde Kornhöfstadt
Gemeinde Külsheim
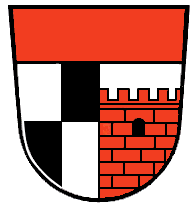
Gemeinde Lenkersheim
Gemeinde Ullstadt